# Anopheles reidi
Anopheles reidi este o specie de țânțari din genul Anopheles, descrisă de Harrison în anul 1973.
Este endemică în Sri Lanka. Conform Catalogue of Life specia Anopheles reidi nu are subspecii cunoscute.